# كحك (الفيوم)
قرية كحك هي إحدى القرى التابعة لمركز يوسف الصديق في محافظة الفيوم في جمهورية مصر العربية. حسب إحصاءات سنة 2006، بلغ إجمالي السكان في كحك 28275 نسمة، منهم 14693 رجل و13582 امرأة.